# Isabelle Adjani
Isabelle Yasmine Adjani (ur. 27 czerwca 1955 w Paryżu) – francuska aktorka i piosenkarka. Jako jedyna w historii kina zdobyła pięć Cezarów; dla najlepszej aktorki za Opętanie (Possession, 1981), Jedno śmiertelne lato (L’Été meurtrier, 1983), Camille Claudel (1988), Królowa Margot (La Reine Margot, 1994) i Pokolenie nienawiści (La journée de la jupe, 2009). Otrzymała Order Narodowy Legii Honorowej (2010) i Order Sztuki i Literatury (2014).

## Życiorys

### Wczesne lata
Urodziła się w Paryżu jako córka Emmy Augusty „Gusti” (z domu Schweinberger), niemieckiej katoliczki z Bawarii, i Mohammeda Cherifa Adjani, algierskiego Kabyla  z Konstantyny – żołnierza stacjonującego pod koniec II wojny światowej w Niemczech. Dorastała dwujęzycznie, mówiąc płynnie po francusku i niemiecku w  Gennevilliers, na północno-zachodnich przedmieściach Paryża, gdzie jej ojciec pracował w garażu. Po wygraniu szkolnego konkursu recytatorskiego, od 1967 Adjani w wieku 12 lat zaczęła występować w teatrze amatorskim. Pomyślnie zdała maturę w Lycee de Bourbevoie i w 1976 studiowała na Uniwersytecie Vincennes. Miała młodszego brata, Érica, który był fotografem; zmarł 25 grudnia 2010 w wieku 53 lat.

### Kariera

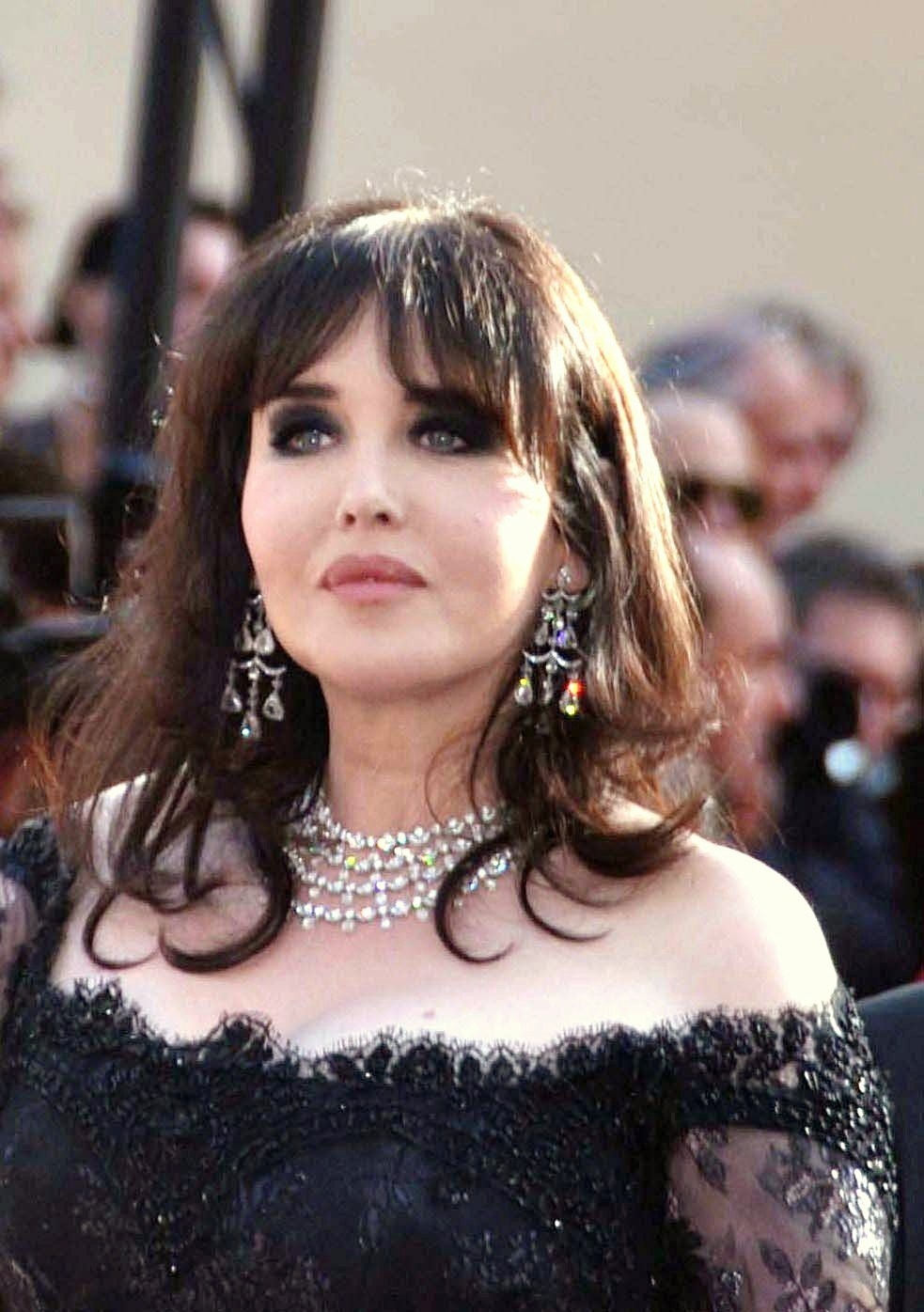
Isabelle Adjani w Cannes, 2009

W wieku 14 lat po raz pierwszy trafiła na ekran w roli Rose, zakochanej w kolonijnym wychowawcy w komediodramacie Mały uciekinier (Le Petit Bougnat, 1970) w reżyserii Bernarda Toublanc-Michela. Po raz pierwszy zyskał sławę w Comédie-Française, gdzie dołączyła w 1972 i była chwalona za jej interpretacji Anusi w komedii satyrycznej Moliera Szkoła żon. Wkrótce opuściła teatr, by rozpocząć karierę filmową.
Została dostrzeżona przez François Truffauta u boku Lina Ventury w roli Isabelle Douléan w komedii romantycznej Policzek (La Gifle, 1974), która przyniosła jej nagrodę specjalną David di Donatello. Truffaut obsadził ją w głównej roli Adele – najmłodszej córki Victora Hugo w biograficznym dramacie historycznym Miłość Adeli H. (L’Histoire d’Adèle H., 1975), za którą zdobyła nagrodę Stowarzyszenia Nowojorskich Krytyków Filmowych, David di Donatello i Bambi oraz nominację do Oscara dla najlepszej aktorki pierwszoplanowej i Cezara dla najlepszej aktorki. Na ekranie stworzyła postać romantycznej, młodej kobiety, która, ulegając swoim namiętnościom, zaryzykowała wszystko co posiadała. Za rolę Laure zakochanej w bokserze (Gérard Depardieu) w dreszczowcu André Téchiné Barok (Barocco, 1976) była nominowana do Cezara dla najlepszej aktorki. W dreszczowcu Romana Polańskiego Lokator (Le locataire, 1976) wystąpiła w roli współlokatorki Stelli. Jako Lucy Harker w horrorze Wernera Herzoga Nosferatu wampir (Nosferatu: Phantom der Nacht, 1979) z Klausem Kinskim zdobyła nominację do Niemieckiej Nagrody Filmowej.

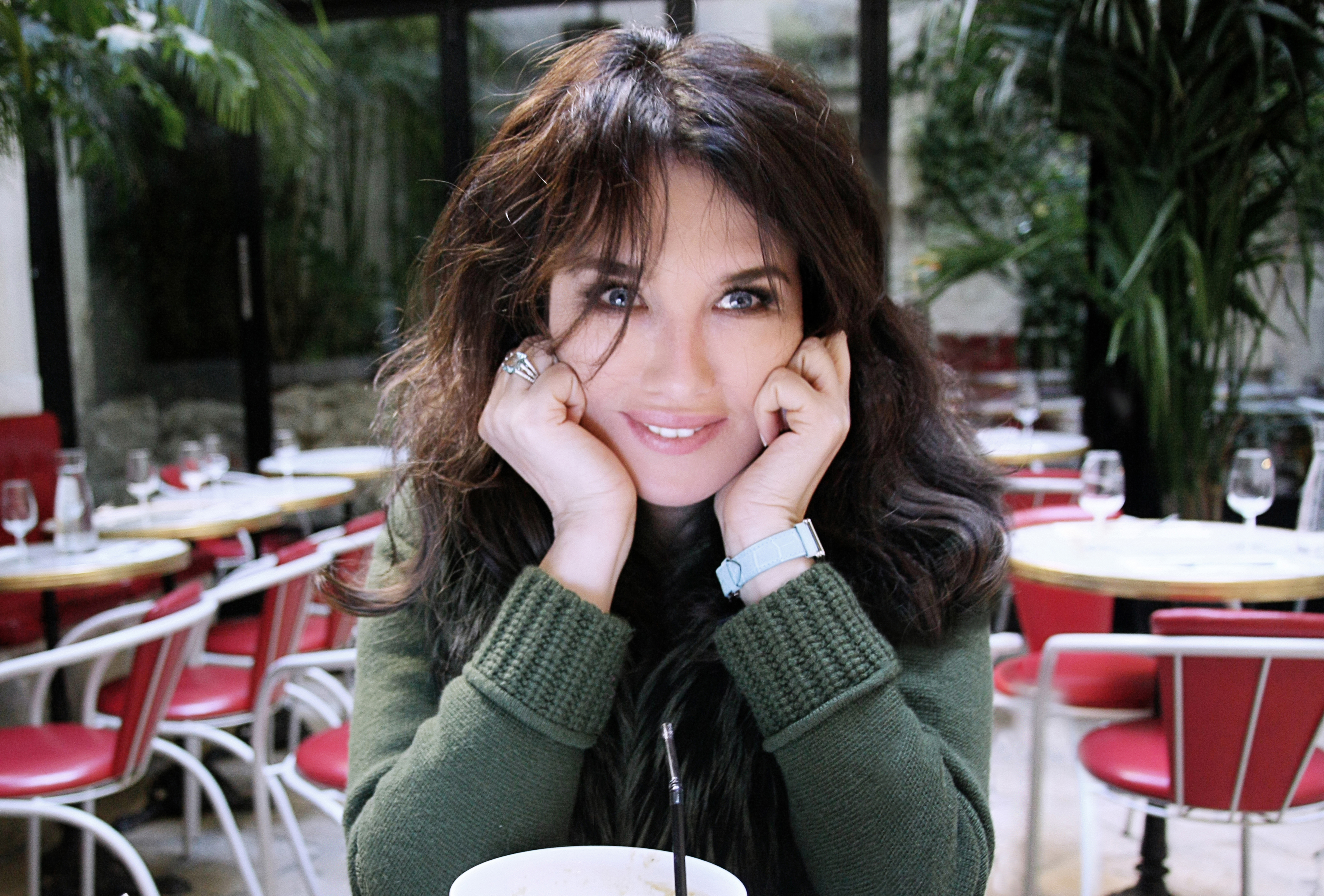
Isabelle Adjani przed Hôtel Amour, 2012

Pod koniec lat 70. jej dobra passa ustała. Jak wspominał w swojej książce Andrzej Żuławski, gdy zaproponował jej rolę w Opętaniu (Possession, 1981), Adjani, ze względu na swój trudny charakter, była w „totalnym dołku swej kariery”. – Nikt jej nie chciał, dlatego że już wtedy dawała się we znaki bardzo poważnie. Mieszkała na strychu kamienicy w Paryżu ze swoim małym synkiem i mężem. Mieszkanko jej pożyczył, tak zwane służbowe, w jakich gosposie domowe mieszkały we Francji pod dachami, aktor Donald Sutherland. I ona tkwiła w tym mieszkaniu, nikt jej nie chciał. Zagrała za związkowe minimum w filmie „Opętanie”, za grosze, i była bardzo szczęśliwa, że ją chcą, przez co była zdyscyplinowana i chciała dobrze wypaść – tłumaczył Żuławski. Kręcony w Berlinie horror psychologiczny Opętanie uchodzi za jeden z największych filmowych skandali lat 80. Opowiada o Annie, która przechodzi załamanie nerwowe, nagle porzuca rodzinę i zostawia męża dla tajemniczej istoty gnieżdżącej się w opuszczonym mieszkaniu. Scena zbliżenia między kobietą a potworem nawet dziś uchodzi za jedną z najbardziej szokujących w historii kina. W 1981 roku otrzymała podwójną nagrodę za pierwszoplanową rolę kobiecą na 34.Festiwalu Filmowym w Cannes jako Marya „Mado” Zelli w wyreżyserowanym przez Jamesa Ivory’ego melodramacie Kwartet (Quartet, 1981, prod. Merchant Ivory Productions) opartym na powieści Jeana Rhysa i za rolę Annie w Opętaniu, za którą w 1982 odebrała Cezara dla najlepszej aktorki. Jako Eliane „Elle” Wieck, która pragnie pomścić dawny gwałt na swojej matce przez trzech mężczyzn w ekranizacji powieści Sébastiena Japrisota Jedno śmiertelne lato (L’Été meurtrier, 1983) zdobyła drugiego Cezara.
W 1983 Adjani wydała francuski album popowy Pull marine, napisany i wyprodukowany przez Serge’a Gainsbourga. Nagrała też teledysk do przebojowej tytułowej piosenki „Pull marine”, wyreżyserowany przez Luca Bessona.
W 1988 współprodukowała i zagrała tytułową rolę rzeźbiarki Camille Claudel w dramacie biograficznym Camille Claudel (1988), za którą otrzymała Srebrnego Niedźwiedzia dla najlepszej aktorki na 39. Festiwalu Filmowym w Berlinie, trzecią nominację do Cezara i drugą do Oscara dla najlepszej aktorki pierwszoplanowej, stając się pierwszą francuską aktorką, która otrzymała dwie nominacje do Oscara. Film był także nominowany do Oscara dla najlepszego filmu nieanglojęzycznego.
Laureatką czwartego Cezara została po zagraniu roli Małgorzaty de Valois, znanej jako królowa Margot w kostiumowym dramacie historycznym Patrice Chéreau Królowa Margot (La Reine Margot, 1994) na podstawie powieści Królowa Margot (1845) Aleksandra Dumasa. Przewodniczyła jury konkursu głównego na 50. MFF w Cannes (1997). Jako Sonia Bergerac, nauczycielka francuskiego w szkole średniej w niezbyt bezpiecznej dzielnicy, która bierze swoją klasę jako zakładnika, gdy przypadkowo strzela z pistoletu, który znalazła przy jednym ze swoich uczniów w dramacie Pokolenie nienawiści (La journée de la jupe, 2009) otrzymała piątego Cezara.
Isabelle Adjani, podobnie jak Catherine Deneuve, stała się ikoną lat 80., a filmy z jej udziałem odnosiły sukces kasowy we Francji. Była na okładkach magazynów takich jak „Paris Match”, „Elle”, „Grazia”, „Vanity Fair”, „Ekran”, „L’Officiel”, „Cosmopolitan”, „Glamour”, „Vogue”, „Interview”, „Film” czy „Harper’s Bazaar”.

## Życie prywatne
W latach 1976–1981 związana była z francuskim reżyserem i operatorem filmowym Bruno Nuyttenem, z którym ma syna Barnabé’a Nuyttena (ur. 1979). W latach 1986–1987 romansowała z Warrenem Beatty. W latach 1989–1994 była związana z Danielem Day-Lewisem, z którym ma syna Gabriela-Kane’a Day Lewisa (ur. 9 kwietnia 1995). Od stycznia 2002 do czerwca 2004 tworzyła związek z francuskim kompozytorem i muzykiem Jeanem-Michelem Jarre’em. W latach 2004–2008 spotykała się z neurochirurgiem Stéphane Delajoux.

## Filmografia

### Filmy fabularne
- 2016: Carole Matthieu jako Carole Matthieu
- 2014: Spódnice w górę! (Sous les jupes des filles) jako Lily
- 2013: Ishkq in Paris jako Marie Elise
- 2012: David et Madame Hansen jako madame Hansen-Bergmann
- 2011: De force jako komisarz Clara Damico
- 2010: Mammuth jako kobieta w bieli
- 2008: Pokolenie nienawiści (La journée de la jupe) jako Sonia Bergerac
- 2008: Figaro jako hrabina Almaviva
- 2003: Pan Ibrahim i kwiaty Koranu (Monsieur Ibrahim et les fleurs du Coran) jako Gwiazda
- 2003: Bon voyage jako Viviane Danvers
- 2002: La repentie jako Charlotte / Leïla
- 2002: Adolphe jako Ellénore
- 1996: Diabolique jako Mia Baran
- 1994: Królowa Margot (La reine Margot) jako Małgorzata de Valois
- 1993: Toksyczna afera (Toxic Affair) jako Penelope
- 1990: Lung Ta: Les cavaliers du vent jako narrator (głos)
- 1988: Camille Claudel jako Camille Claudel
- 1987: Ishtar jako Shirra Assel
- 1985: Metro (Subway) jako Héléna
- 1983: Mordercze lato (L'été meurtrier) jako Eliane Wieck
- 1983: Śmiertelny wyścig (Mortelle randonnée) jako Catherine Leiris
- 1982: Antonieta jako Antonieta Rivas Mercado
- 1982: Tout feu, tout flamme jako Pauline Valance
- 1981: Kwartet (Quartet) jako Marya Zelli
- 1981: Za rok, ... jak dobrze pójdzie (L'année prochaine... si tout va bien) jako Isabelle Maréchal
- 1981: Opętanie (Possession) jako Anna / Helen
- 1980: Klara i przystojniacy (Clara et les chics types) jako Clara
- 1979: Nosferatu wampir (Nosferatu: Phantom der Nacht) jako Lucy Harker
- 1979: Siostry Brontë (Les soeurs Brontë) jako Emily Brontë
- 1978: Kierowca (The Driver) jako Gracz
- 1976: Barok (Barocco) jako Laure
- 1976: Lokator (Le locataire) jako Stella
- 1976: Violette i François (Violette et François) jako Violette Clot
- 1975: Miłość Adeli H. (L'histoire d'Adèle H.) jako Adèle Hugo, córka Victora Hugo
- 1975: Ondine jako Ondine
- 1974: Policzek (La gifle) jako Isabelle Doulean
- 1973: L’école des femmes jako Agnes
- 1973: Skąpiec (L'avare) jako Marianne
- 1971: Faustyna i piękne lato (Faustine et le bel été) jako Camille
- 1970: Mały uciekinier (Le petit bougnat) jako Rose

### Seriale telewizyjne
- 2011: Aïcha jako doktor Assoussa
- 2016: Gdzie jest mój agent (Le dix pour cent) jako ona sama
- 2024: Para idealna jako Isabelle Nallet

### Producent
- 1988: Camille Claudel

## Nagrody i nominacje
Nagroda Akademii Filmowej
- 1990 – nominacja dla najlepszej aktorki pierwszoplanowej za Camille Claudel
- 1976 – nominacja dla najlepszej aktorki pierwszoplanowej za Miłość Adeli H.

Cezar
- 2010 − nagroda dla najlepszej aktorki za Pokolenie nienawiści
- 1995 – nagroda dla najlepszej aktorki za Królowa Margot
- 1989 – nagroda dla najlepszej aktorki za Camille Claudel
- 1986 – nominacja dla najlepszej aktorki za Metro
- 1984 – nagroda dla najlepszej aktorki za Mordercze lato
- 1982 – nagroda dla najlepszej aktorki za Opętanie
- 1977 – nominacja dla najlepszej aktorki za Barok
- 1976 – nominacja dla najlepszej aktorki za Miłość Adeli H.

Międzynarodowy Festiwal Filmowy w Berlinie
- 1989 – Srebrny Niedźwiedź dla najlepszej aktorki za Camille Claudel

Międzynarodowy Festiwal Filmowy w Cannes
- 1981 − Złota Palma dla najlepszej aktorki za Opętanie i Kwartet

David di Donatello
- 1976 – nagroda dla najlepszej aktorki zagranicznej za Miłość Adeli H.
- 1975 – nagroda specjalna za Policzek

## Dyskografia
- 1983: Pull Marine